# ヴォロビヨーヴイ・ゴールィ駅
ヴォロビヨーヴイ・ゴールィ駅（ヴォロビヨーヴイ・ゴールィえき、ロシア語: Воробьёвы горы）はモスクワ地下鉄・ソコーリニチェスカヤ線の駅で、スポルチーヴナヤ駅とウニヴェルシチェート駅の間にある。
「ヴォロビヨーヴイ・ゴールィ」の直訳は「雀が丘」で、1935年以前の地元のモスクワ川沿いの丘陵の地名であった。その後地名が「レーニンスキエ・ゴールィ」(直訳「レーニンが丘」)と改められたため、開業時の駅名も「レーニンスキエ・ゴールィ駅」であったが、1999年に地名自体が「ヴォロビヨーヴイ・ゴールィ」に戻されるのに合わせ、駅名も「ヴォロビヨーヴイ・ゴールィ駅」と改められた。
地下鉄だが地上駅で、モスクワ川に架かるルジニキ地下鉄橋(2階建てで、1階が地下鉄専用、2階が自動車用）の1階に位置する。ルジニキ・スタジアムの最寄り駅の一つである。

## 歴史
1959年12月1日に開業した。1999年5月12日までの駅名は「レーニンスキエ・ゴールィ駅」(ロシア語: Ленинские горы)であった。
1983年10月20日から2002年12月13日までは改修工事のため休業していた。